# Jay-Jay Johanson
Jay-Jay Johanson, egentligen Folke Andreas Jäje Johansson, född 11 oktober 1968 i Trollhättan, är en svensk musiker.

## Diskografi

### Whiskey (1997)
1. It Hurts Me So
2. So Tell The Girls That I Am Back In Town
3. The Girl I Love Is Gone
4. Skeletal
5. I'm Older Now
6. Extended Beats
7. Tell Me Like It Is
8. I Fantasize Of You
9. Mana Mana Mana Mana

### Tattoo (1998)
1. Even In The Darkest Hour
2. Quel Dommage
3. Murderans
4. Milan. Madrid. Chicago. Paris.
5. Lychee
6. She's Mine But I'm Not Hers
7. Sunshine Of Your Smile
8. Jay-Jay Johanson
9. A Letter To Lulu-Mae
10. Sudden Death
11. I Guess I'm Just A Fool
12. Friday At Rex
13. The Sly Seducer

### Poison (2000)
1. Believe in us
2. Colder
3. Keep it a secret
4. Alone again
5. Escape
6. Anywhere anytime
7. Time is running out
8. Poison
9. Humiliation
10. Suffering
11. Changed
12. 75.07.05
13. Far away
14. Whispering words

### La confusion des genres (Soundtrack2000)
1. Introduction
2. La Confusion Des Genres Theme (local version)
3. Stiletto
4. End Theme
5. Babette
6. Seven Inch
7. Haircut Suicide
8. La Confusion Des Genres Theme
9. Lullaby

### Antenna (2002)
1. On The Radio
2. Kate
3. Cookie
4. Déjà Vu
5. Open Up
6. I Want Some Fun
7. Automatic Lover
8. Wonderful Combat
9. 1984
10. Tomorrow

#### Prologue: Best Of The Early Years 1996-2002 (2004)
1. So Tell The Girls... 2004
2. Automatic Lover
3. On The Radio
4. Kate
5. Rescue Me Now
6. Suddenly
7. My Way
8. Keep It A Secret
9. Believe In Us
10. Far Away
11. Two Fingers
12. Milan Madrid Chicago Paris
13. She's Mine But I'm Not Hers
14. It Hurts Me So
15. I'm Older Now
16. So Tell The Girls That I'm Back In Town

### Rush (2005)
1. Because Of You
2. Rock It
3. Another Nite Another Love
4. Rush
5. The Last Of The Boys To Know
6. Teachers
7. Mirror Man
8. 100,000 Years
9. Forbidden Words
10. I.o.u. My Love

### The Long Term Physical Effects Are Not Yet Known (2007)
1. She Doesn't Live Here Anymore
2. Time Will Show Me
3. Coffin
4. Rocks In Pockets
5. As Good As It Gets
6. Only For You
7. Jay-Jay Johanson Again
8. Breaking Glass
9. New Years Eve
10. Tell Me When The Party's Over / Prequiem
11. Peculiar

### Self-Portrait (2009)
1. Wonder Wonders
2. Lightning Strikes
3. Autumn Winter Spring
4. Liar
5. Trauma
6. My Mother's Grave
7. Broken Nose
8. Medicine
9. Make Her Mine
10. Sore

### Spellbound (2011)
1. Driftwood
2. Dilemma
3. Shadows
4. On The Other Side
5. Suicide Is Painless
6. Monologue
7. Blind
8. The Chain
9. An Eternity
10. Spellbound
11. Out Of Focus

### Best Of 1996-2013 (2013)
1. It Hurts Me So
2. So Tell The Girls That I Am Back In Town
3. The Girl I Love Is Gone
4. Milan Madrid Chicago Paris
5. She's Mine But I'm Not Hers
6. Keep It A Secret
7. Believe In Us
8. Far Away
9. On The Radio (demo recording)
10. Tomorrow (version II)
11. Rush
12. Because Of You
13. She Doesn't Live Here Anymore
14. Rocks In Pockets
15. Only For You
16. Wonder Wonders
17. Lightning Strikes
18. Dilemma
19. On The Other Side
20. Paris (full album version)

### Cockroach (2013)
1. Coincidence
2. Mr Fredrikson
3. I Miss You Most of All
4. Orient Express
5. Hawkeye
6. Dry Bones
7. Antidote
8. The Beginning of the End of Us
9. Forgetyounot
10. Insomnia
11. Laura

### Opium (2015)
1. Drowsy / Too Young To Say Good Night
2. Moonshine
3. Be Yourself
4. I Love Him So
5. NDE
6. I Don't Know Much About Loving
7. Scarecrow
8. I Can Count On You
9. Alone Too Long
10. Harakiri
11. Celebrate The Wonders

### Bury the Hatchet (2017)
1. Paranoid
2. You'll Miss Me When I'm Gone
3. November
4. She's Almost You
5. The Girl with the Sun in Her Eyes
6. Bury the Hatchet
7. Snakes in the Grass
8. Advice to My Younger Self
9. An Empty Room
10. From Major to Minor
11. Wreck
12. Rainbow (feat. Lucy Belle Guthrie)
13. Nightmares Are Dreams Too

### Looking Glass, Vol. 2 (2018)
1. It Hurts Me So
2. Suffering
3. On the Other Side
4. Milan Madrid Chicago Paris
5. Whispering Words
6. Blind
7. Monologue
8. I Fantasize of You
9. Rush
10. Humiliation
11. I Miss You Most of All

### Kings Cross (2019)
1. Not Time Yet
2. Heard Somebody Whistle
3. Smoke
4. Lost Forever (feat. Robin Guthrie)
5. Hallucination
6. Old Dog
7. Niagara Falls
8. Fever (feat. Jeanne Added)
9. Swift Kick in the Butt
10. We Used to Be so Close
11. Everything I Own
12. Dead End Playing